# Мантіспа штирійська
Мантіспа штирійська, мантиспа хижа (Mantispa styriaca) — вид комах з родини Mantispidae.

## Морфологічні ознаки
Передніми хапальними ногами нагадують маленьких богомолів. Вусики коротенькі, чоткоподібні. Передньогруди довші за останню частину грудей. Забарвлення бурувато-жовте з бурими плямами, жилкування крил чорне. Забарвлення та розміри тіла дуже варіюють (довжина переднього крила від 10 до 17 мм).

## Поширення
Європа (окрім північних районів), Північна Африка, Мала та Середня Азія, Казахстан, Південний Сибір, Монголія.
В Україні відзначалась в Одеській, Миколаївській, Київській, Черкаській, Харківській, Донецькій, Луганській областях та в Криму.

## Особливості біології
Імаго активні з початку травня до вересня. Мешкає на узліссях лісу та чагарників. Яйця, як у золотоочок, — на стеблинках. Личинки зимують групами у схованках. Навесні личинка знаходить кокон павука (з родів Lycosa, Agelena та ін.), проникає в нього, линяє, після чого починає живитися яйцями павуків. Потім личинка знову линяє і набуває С-подібної форми. Вона доїдає яйця павука і павучат, що вилуплюються, після чого плете всередині кокону павука свій кокон, в якому заляльковується. Закінчивши розвиток, лялечка виходить з кокону, заповзає в тріщини ґрунту і там перетворюється на імаго.

## Загрози та охорона
Заходи з охорони не здійснювалися. Треба взяти під охорону місця перебування виду. Рекомендований до охорони в Дунайському БЗ та Карадазькому ПЗ.